# パスカル・パオリ

パスカル・パオリ

パスカル・パオリまたはパスクワーレ・パオリ（仏: Pascal Paoli, 伊: Pasquale de Paoli, 1725年4月6日 - 1807年2月5日）は、コルシカ独立戦争あるいはコルシカ民族主義の指導者で、政治家、軍人である。フルネームはフィリッポ・アントーニオ・パスクワーレ・ディ・パオリ（Filippo Antonio Pasquale di Paoli）。コルシカ独立運動の英雄であり、フランス側についた一族の出身であるナポレオン1世よりは現在でもコルシカ島では崇められている。

## 略歴
モロサリア（Morosaglia）出身。1739年に父と共にナポリへと亡命。1745年、ナポリ大学に学ぶ。シチリア王国で軍人となったが、ガッフォーリの暗殺を聞いてコルシカに帰還する決意を固めた。
1755年、帰国すると、評議会の議決により、コルシカ王国の最高職であった「将軍」という地位に付いた。憲法等を発布して近代国家としてコルシカを整備しようとしたが、1768年にジェノヴァからコルシカの領有権を譲渡されたフランスが侵攻し、ポンテ・ノーヴォの戦いに敗れたパオリは、イギリスに亡命した。
フランス革命後、フランス政府の許しを得て、コルシカに帰還。パオリはコルシカの独立を心から望んでいたが、一方で、君主制主義者であり、8月10日事件で王制を打倒したのみならずルイ16世を処刑するに至った革命を嫌悪した。フランス軍の中尉となっていたナポレオン・ボナパルトは、初めこの英雄パオリを崇拝していたが、彼は王制を打倒した革命（政権）を受け入れる立場で、次第に路線の違いが明らかになっていった。パオリとその腹心ポッツォ・ディ・ボルゴらはイギリスの間接統治を主張するパオリ派を形成したことから、リュシアン・ボナパルトがトゥーロンで告発演説を行い、1793年、国民公会はパオリ逮捕命令を発した。しかしこれに従う者はおらず、アジャクシオで騒乱があって、パオリ派の支配する議会はボナパルト一族を島から追放した。
1794年、パオリはイギリス統治を受け入れ、アングロ＝コルス王国を成立させるが、副王ギルバート・エリオットと対立し、1795年にはイギリスによって島から出るように命じられ、3度目の亡命を強いられた。イタリア軍司令官となっていたナポレオンは、1796年にコルシカを再占領して奪回する。パオリはそれを亡命先のロンドンで知り、二度と島の地を踏むことなく、1807年に亡くなった。
遺体は1889年になって郷里のモロサリアへ戻され、同地の教会に埋葬された。